# エアダブリン
エアダブリン（欧字名:Air Dublin、1991年4月21日 - 2016年7月30日）は、日本の競走馬、日本および韓国の種牡馬。主な勝ち鞍は1994年の青葉賞、ステイヤーズステークス、1995年のダイヤモンドステークス。
馬名の由来は冠名の「エア」に、アイルランド共和国の首都・ダブリン。1994年の東京優駿では三冠馬ナリタブライアンの2着となった。半妹にダンスパートナー（オークス）、ダンスインザムード（桜花賞）、半弟にダンスインザダーク（菊花賞）がいる。
デビュー戦から5歳の天皇賞（春）までは岡部幸雄が、宝塚記念からラストランの目黒記念までは四位洋文が手綱を取っている。

## 経歴

### 3歳～4歳
エアダブリンは1993年10月9日、東京競馬場でデビュー。この時は単勝1.1倍の圧倒的1番人気に推されたが、5着に敗れている。それでも2戦目の未勝利戦で勝ち上がると、500万下条件のエリカ賞も勝って、3戦2勝で3歳のシーズンを終えている。
翌1994年、4歳になったエアダブリンは皐月賞トライアルの若葉ステークスに出走したがオフサイドトラップの4着に敗れてしまい、皐月賞に出走できなかった。それでもダービートライアルの青葉賞で1着になり、初の重賞制覇となった。
そして、日本ダービーでは優勝したナリタブライアンに5馬身離されたものの2着となり、エアダブリンを管理する伊藤雄二がステイヤーの素質を持つと明言した事、更に長距離のレースを得意とする岡部幸雄が主戦騎手を務めていた事から菊花賞でナリタブライアンの牡馬クラシック三冠達成阻止に挑む有力馬の1頭となった。
しかし、セントライト記念3着、京都新聞杯3着を経て出走した菊花賞では、ナリタブライアンの3冠制覇を阻止できず、約8馬身差離された3着に終わっている。
菊花賞後、エアダブリンは有馬記念への出走を避け、ステイヤーズステークスに出走し、3分41秒6の日本レコードで優勝した。

### 5歳以降
翌1995年、ダイヤモンドステークスから始動したエアダブリンは59キロの斤量をものともせず快勝し、天皇賞（春）に挑んだ。天皇賞ではナリタブライアンが故障で出走できなかった事もあり、単勝1番人気に支持されたが、レースでは先行したものの直線で伸び切れず、優勝したライスシャワーから0秒5離された5着に終わった。
続く宝塚記念では、ステイヤーであるエアダブリンは2200メートルという距離に対応できないとの予想が多く、しかも主戦の岡部がタイキブリザードに騎乗するため、四位洋文に乗り替わった事から6番人気まで人気を落とした。だが、レースではこの低評価に反発してエアダブリンは好走し、レコードタイムで優勝したダンツシアトルから0秒1差の3着と健闘した。
宝塚記念後、エアダブリンは屈腱炎を患い、2年近く休養を余儀なくされた。復帰したのは1997年の4月、オープン特別のメトロポリタンステークスで2着になった後、目黒記念では3着に入り、完全復活をアピールしたが、宝塚記念出走を目前にして再び屈腱炎を患い、引退した。
調教師・伊藤雄二の見立てによりステイヤーとしての活躍が見込まれ、またズブいという事もあり長距離馬という評価をされているが、大一番の菊花賞や天皇賞では連対していない。ただ、エアダブリンは掲示板を1度も外しておらず、GIは勝てなかったが、堅実な成績を残している。

## 種牡馬時代

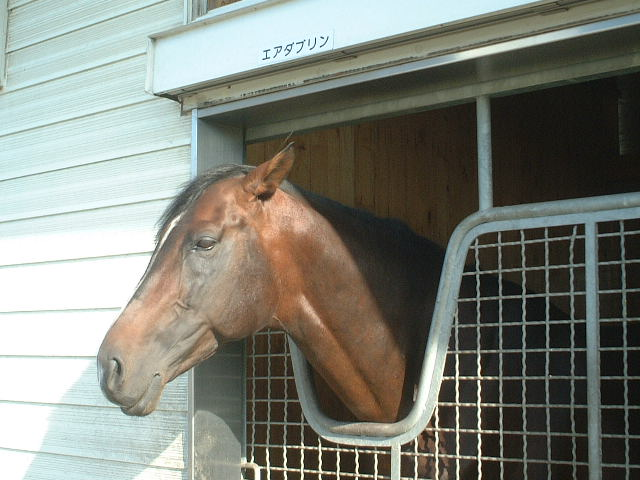
2002年9月4日撮影
（アロースタッド）

1998年より北海道日高郡新ひだか町静内のアロースタッドにて種牡馬入り。初年度に種付料50万円で194頭に種付けされるなど、当初4年間で毎年100頭以上の繁殖牝馬と交配し期待されたが産駒は目立った実績を残せず、2002年の種付頭数は16頭に減少した。
2003年に韓国へ輸出され、その後10年間種牡馬生活を送る。2007年産のトラッカーは一般戦を9戦3勝したのち、韓国三冠競走第3戦の農林畜産食品部長官杯に出走して13着となっている。
2013年4月1日に種牡馬から乗用に用途変更となり、済州島のヌルブン牧場で余生を送っていたが、2016年7月30日に死亡した。

## 種牡馬成績

### リーディングサイアー
いずれの年も中央競馬のみの集計。
- 2001年 384位
- 2002年 146位
- 2003年 186位
- 2004年 152位
- 2005年 102位
- 2006年 121位
- 2007年 131位
- 2008年 206位
- 2009年 381位

### 主な産駒
以下、JBISサーチに基づく
- ツルガオカハヤテ（2006年UHB杯L 1200m）
- エアアドニス（2008年エルムステークス3着
- エアウィード（2005年青藍賞〈岩手重賞〉、2005年北上川大賞典〈岩手重賞〉、2006年シアンモア記念〈岩手重賞〉）
- キクノホープ（2001年中京盃〈愛知重賞〉）

### 母の父として主な産駒
- ドゥルキス（2011年ロータスクラウン賞3着）父：アドマイヤマックス

## 競走成績
| 年月日 | 年月日 | 年月日 | 競馬場 | 競走名           | 格      | 頭数 | オッズ （人気） | オッズ （人気） | 着順 | 騎手     | 斤量 | 距離（馬場）  | タイム （上り3F） | タイム 差 | 勝ち馬/（2着馬）       |
| 1993   | 10.    | 9      | 東京   | 3歳新馬          |         | 9    | 01.1            | （1人）         | 5着  | 岡部幸雄 | 53   | 芝1800m（稍） | 01:52.3 (36.8)    | -1.1      | タケノキャプテン       |
|        | 10.    | 31     | 東京   | 3歳新馬          |         | 12   | 02.3            | （1人）         | 1着  | 岡部幸雄 | 53   | 芝1800m（稍） | 01:49.3 (36.4)    | -0.3      | （カルチョバンビーノ） |
|        | 12.    | 4      | 阪神   | エリカ賞         | 500万下 | 7    | 05.5            | （3人）         | 1着  | 岡部幸雄 | 54   | 芝2000m（良） | 02:04.2 (36.5)    | -0.1      | （パリスナポレオン）   |
| 1994   | 3.     | 19     | 中山   | 若葉S            | OP      | 16   | 03.0            | （2人）         | 4着  | 岡部幸雄 | 56   | 芝2000m（良） | 02:03.2 (35.6)    | -0.5      | オフサイドトラップ     |
|        | 4.     | 30     | 東京   | 青葉賞           | GIII    | 17   | 02.1            | （1人）         | 1着  | 岡部幸雄 | 56   | 芝2400m（良） | 02:28.8 (35.4)    | -0.1      | （ノーザンポラリス）   |
|        | 5.     | 29     | 東京   | 東京優駿         | GI      | 18   | 21.0            | （4人）         | 2着  | 岡部幸雄 | 57   | 芝2400m（良） | 02:26.6 (36.9)    | -0.9      | ナリタブライアン       |
|        | 9.     | 25     | 中山   | セントライト記念 | GII     | 11   | 02.2            | （1人）         | 3着  | 岡部幸雄 | 56   | 芝2200m（重） | 02:16.6 (36.2)    | -0.7      | ウインドフィールズ     |
|        | 10.    | 16     | 阪神   | 京都新聞杯       | GII     | 10   | 11.3            | （2人）         | 3着  | 岡部幸雄 | 57   | 芝2200m（良） | 02:12.3 (34.7)    | -0.2      | スターマン             |
|        | 11.    | 6      | 京都   | 菊花賞           | GI      | 15   | 06.1            | （3人）         | 3着  | 岡部幸雄 | 58   | 芝3000m（稍） | 03:05.8 (35.2)    | -1.2      | ナリタブライアン       |
|        | 12.    | 10     | 中山   | ステイヤーズS    | GIII    | 10   | 01.7            | （1人）         | 1着  | 岡部幸雄 | 57.5 | 芝3600m（良） | R3:41.6 (36.6)    | -0.1      | （シュアリーウィン）   |
| 1995   | 1.     | 28     | 東京   | ダイヤモンドS    | GIII    | 11   | 01.4            | （1人）         | 1着  | 岡部幸雄 | 59   | 芝3200m（良） | 03:17.8 (35.1)    | -0.1      | （シュアリーウィン）   |
|        | 4.     | 23     | 京都   | 天皇賞（春）     | GI      | 18   | 03.5            | （1人）         | 5着  | 岡部幸雄 | 58   | 芝3200m（重） | 03:20.4 (36.0)    | -0.5      | ライスシャワー         |
|        | 6.     | 4      | 京都   | 宝塚記念         | GI      | 17   | 10.4            | （6人）         | 3着  | 四位洋文 | 56   | 芝2200m（稍） | 02:10.3 (34.7)    | -0.1      | ダンツシアトル         |
| 1997   | 4.     | 27     | 東京   | メトロポリタンS  | OP      | 9    | 10.1            | （6人）         | 2着  | 四位洋文 | 59   | 芝2300m（良） | 02:19.1 (35.1)    | -0.2      | マウンテンストーン     |
|        | 6.     | 7      | 東京   | 目黒記念         | GII     | 15   | 03.3            | （1人）         | 3着  | 四位洋文 | 59   | 芝2500m（良） | 02:32.8 (35.7)    | -0.1      | アグネスカミカゼ       |

- タイム欄のRはレコード勝ちを示す。

## 血統表
| エアダブリンの血統                       | エアダブリンの血統            | エアダブリンの血統        | （血統表の出典）          | （血統表の出典）      |
| 父系                                     | ゼダーン系                    | ゼダーン系                | ゼダーン系                | [ § 2 ]               |
| 父 *トニービン Tony Bin 1983 鹿毛        | 父の父Kampala 1976 黒鹿毛     | Kalamoun                  | *ゼダーン                 | *ゼダーン             |
| 父 *トニービン Tony Bin 1983 鹿毛        | 父の父Kampala 1976 黒鹿毛     | Kalamoun                  | Khairunissa               |                       |
| 父 *トニービン Tony Bin 1983 鹿毛        | 父の父Kampala 1976 黒鹿毛     | State Pension             | *オンリーフォアライフ     | *オンリーフォアライフ |
| 父 *トニービン Tony Bin 1983 鹿毛        | 父の父Kampala 1976 黒鹿毛     | State Pension             | Lorelei                   |                       |
| 父 *トニービン Tony Bin 1983 鹿毛        | 父の母Severn Bridge 1965 栗毛 | Hornbeam                  | Hyperion                  | Hyperion              |
| 父 *トニービン Tony Bin 1983 鹿毛        | 父の母Severn Bridge 1965 栗毛 | Hornbeam                  | Thicket                   |                       |
| 父 *トニービン Tony Bin 1983 鹿毛        | 父の母Severn Bridge 1965 栗毛 | Priddy Fair               | Preciptic                 | Preciptic             |
| 父 *トニービン Tony Bin 1983 鹿毛        | 父の母Severn Bridge 1965 栗毛 | Priddy Fair               | Campanette                |                       |
| 母 *ダンシングキイ Dancing Key 1983 鹿毛 | 母の父Nijinsky 1967 鹿毛      | Northern Dancer           | Nearctic                  | Nearctic              |
| 母 *ダンシングキイ Dancing Key 1983 鹿毛 | 母の父Nijinsky 1967 鹿毛      | Northern Dancer           | Natalma                   |                       |
| 母 *ダンシングキイ Dancing Key 1983 鹿毛 | 母の父Nijinsky 1967 鹿毛      | Flaming Page              | Bull Page                 | Bull Page             |
| 母 *ダンシングキイ Dancing Key 1983 鹿毛 | 母の父Nijinsky 1967 鹿毛      | Flaming Page              | Flaring Top               |                       |
| 母 *ダンシングキイ Dancing Key 1983 鹿毛 | 母の母Key Partner 1976 黒鹿毛 | Key to the Mint           | Graustark                 | Graustark             |
| 母 *ダンシングキイ Dancing Key 1983 鹿毛 | 母の母Key Partner 1976 黒鹿毛 | Key to the Mint           | Key Bridge                |                       |
| 母 *ダンシングキイ Dancing Key 1983 鹿毛 | 母の母Key Partner 1976 黒鹿毛 | Native Partner            | Raise a Native            | Raise a Native        |
| 母 *ダンシングキイ Dancing Key 1983 鹿毛 | 母の母Key Partner 1976 黒鹿毛 | Native Partner            | Dinner Partner F-No.7     |                       |
| 母系(F-No.)                              | 7号族(FN:7)                   | 7号族(FN:7)               | 7号族(FN:7)               | [ § 3 ]               |
| 5代内の近親交配                          | Native Dancer 5×5（母内）     | Native Dancer 5×5（母内） | Native Dancer 5×5（母内） | [ § 4 ]               |
| 出典                                     | 1. 2. 3. 4.                   | 1. 2. 3. 4.               | 1. 2. 3. 4.               | 1. 2. 3. 4.           |

- 半妹のダンスパートナー（優駿牝馬、エリザベス女王杯）、ダンスインザムード（桜花賞、ヴィクトリアマイル）、半弟のダンスインザダーク（菊花賞）がともにGIを優勝する活躍。